# PSoC

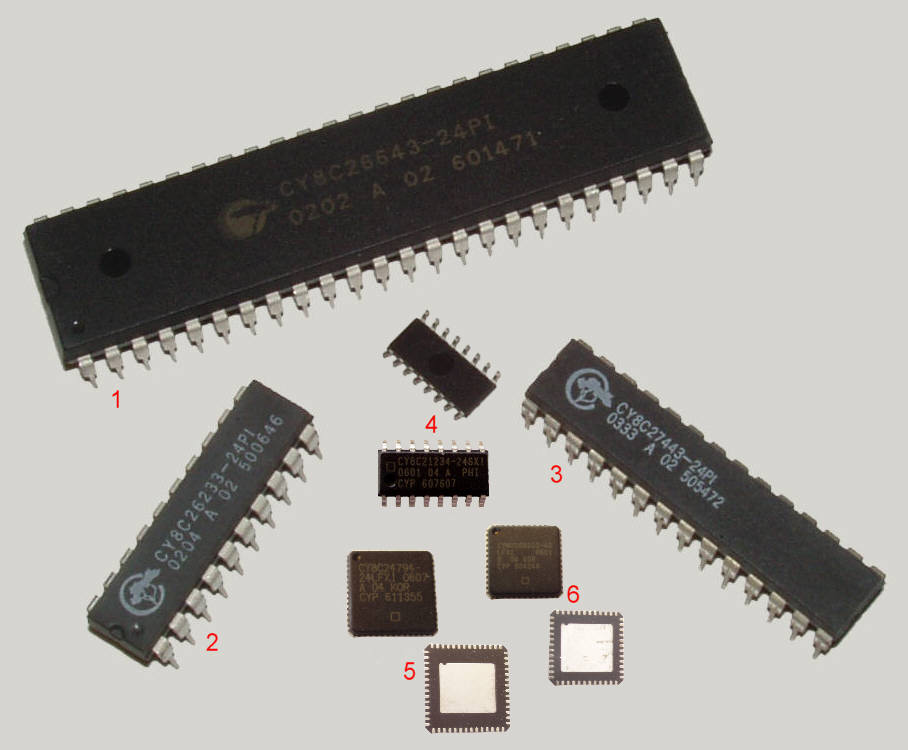
Мікроконтролери PSoC 1

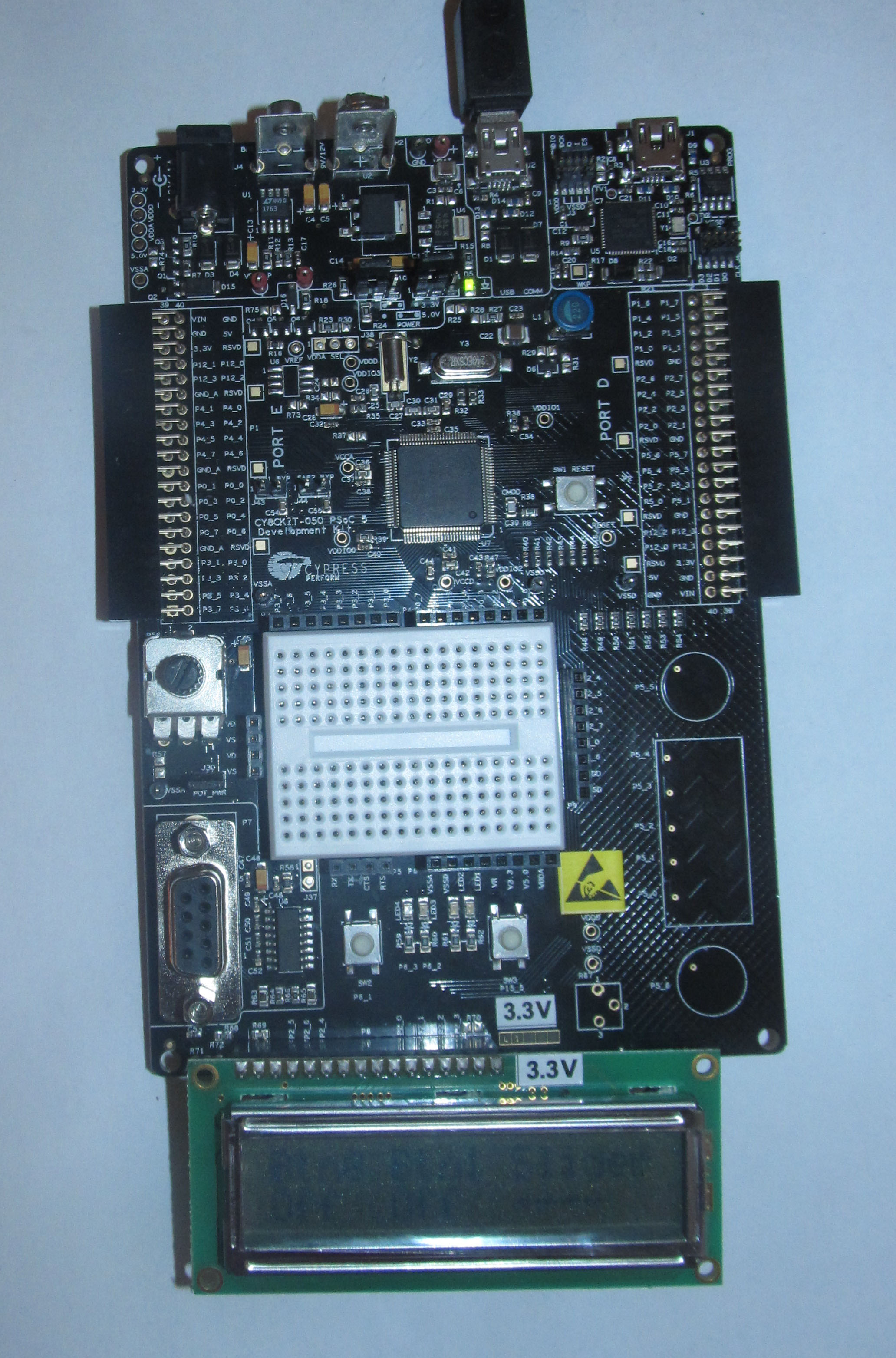
CY8CKIT-050 PSoC® 5LP Development Kit

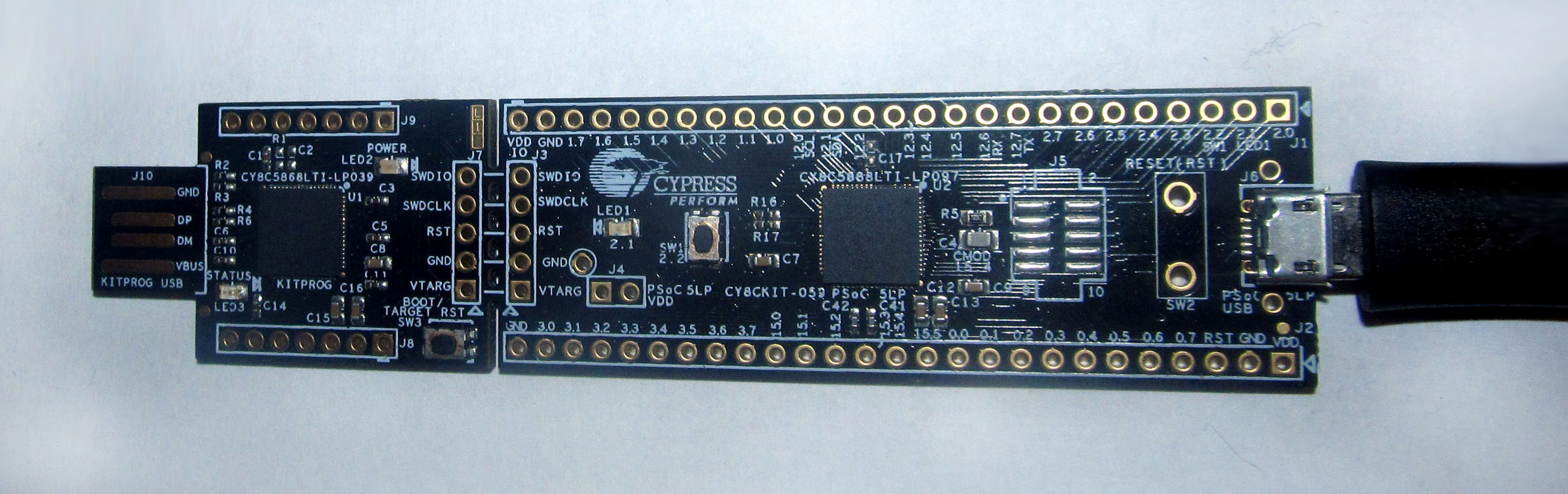
PSoC 5LP Prototyping Kit

PSoC (англ. Programmable System-on-Chip, програмована система на чипі) — програмована система, яка вміщує функціональні складові цілого пристрою на одному чипі. На відміну від звичайних мікроконтролерів, крім процесорного ядра, PSoC має матрицю цифрових та аналогових блоків. Розробляється компанією Cypress Semiconductor. Завдяки конфігурованим аналоговим та цифровим блокам, стає можливим створення усередині мікросхеми PSoC таких функцій, як АЦП, ЦАП, компаратора, ФНЧ, температурного давача, аудіовиходу тощо. Ці конфігурації доступні у бібліотеках середовища PSoC Creator, яке можна завантажити на офіційному сайті розробника.

## Історія
PSoC серій CY8C25x/CY8C26/CY8C27 (PSoC 3) складається із мікропроцесора i8051, флеш-пам'яті від 8 до 32 кілобайт, статичної оперативної пам'яті (SRAM), а також матриці цифрових та аналогових блоків.
У квітні 2013 Cypress презентували нове покоління PSoC 4 на базі 32-бітного процесорного ядра ARM Cortex-M0. В систему також увійшов багатоканальний 12-бітний АЦП із швидкістю перетворення до 1 млн вибірок в секунду. 
PSoC 5 складається з мікропроцесорного ядра ARM Cortex-M3. З 1 січня 2014 Cypress припинили виробництво PSoC 5 та презентували новий PSoC 5LP з тим же ядром.

## Опис
|                               | PSoC 1                                                                                     | PSoC 3                                                                                            | PSoC 4                                                                                               | PSoC 5LP                                                                                                   |
| ----------------------------- | ------------------------------------------------------------------------------------------ | ------------------------------------------------------------------------------------------------- | --- | --- |
| Ядро                          | 8-bit M8C core до 24 MHz, 4 MIPS                                                           | 8-bit 8051 core (single-cycle) до 67 MHz, 33 MIPS                                                 | 32-bit ARM Cortex-M0 до 48 MHz, ? MIPS                                                               | 32-bit ARM Cortex-M3 до 80 MHz, 84 MIPS                                                                    |
| Пам'ять                       | Flash: від 4 KB до 32 KB SRAM: від 256 b до 2 KB                                           | Flash: від 8 KB до 64 KB SRAM: від 3 KB до 8 KB                                                   | Flash: від 16 KB до 32 KB SRAM: від 2 KB до 4 KB                                                     | Flash: від 32 KB до 256 KB SRAM: від 8 KB до 64 KB                                                         |
| Інтерфейси, які підтримуються | I²C, SPI, UART, FS USB 2.0                                                                 | I²C, SPI, UART, LIN, FS USB 2.0, I²S, CAN                                                         | I²C, SPI, UART .                                                                                     | I²C, SPI, UART, LIN, FS USB 2.0, I²S                                                                       |
| АЦП/ЦАП                       | 1 дельта-сігма АЦП (6 to 14-bit) 131 ksps @ 8-bit; До 2-ох каналів ЦАП (6 to 8-bit)        | 1 дельта-сігма АЦП (8 to 20-bit) 192 ksps @ 12-bit; До 4-ох ЦАП (8-bit)                           | 1 SAR АЦП (12-bit) 1 Msps @ 12-bit; До 2-ох ЦАП (7 to 8-bit)                                         | 1 дельта-сігма АЦП (8 to 20-bit) 192 ksps @12-bit; 2 SAR АЦП (12-bit) 1 Msps @ 12-bit; До 4-ох ЦАП (8-bit) |
| Кількість вводів/виводів      | До 64 вводів/виводів                                                                       | До 72 вводів/виводів                                                                              | До 36 вводів/виводів                                                                                 | Up 72 вводів/виводів                                                                                       |
| Живлення                      | 1.7 V to 5.25 V Споживання: Активний режим: 2 mA, Сплячий режим: 3 μA Бездіяльний режим: — | 0.5 V to 5.5 V Споживання: Активний режим: 1.2 mA, Сплячий режим: 1 μA, Бездіяльний режим: 200 nA | 1.71 V to 5.5 V Споживання: Активний режим: 1.6 mA, Сплячий режим: 1.3 μA, Бездіяльний режим: 150 nA | 2.7 V to 5.5 V Споживання: Активний режим: 2 mA, Сплячий режим: 2 μA, Бездіяльний режим:: 300 nA           |
| Відлагоджувальні плати        | CY8CKIT-001 Development Kit                                                                | CY8CKIT-001 Development Kit CY8CKIT-030 Development Kit                                           | CY8CKIT-040 Pioneer Kit CY8CKIT-042 Pioneer Kit CY8CKIT-049 Prototype Kit                            | CY8CKIT-001 Development Kit CY8CKIT-050 Development Kit CY8KIT-059 Prototype Kit                           |